# Conchodytes nipponensis
Conchodytes nipponensis är en kräftdjursart som först beskrevs av De Haan 1844.  Conchodytes nipponensis ingår i släktet Conchodytes och familjen Palaemonidae. Inga underarter finns listade i Catalogue of Life.